# James Genus
James Genus es un bajista y contrabajista estadounidense de jazz y jazz fusion.

## Biografía
James Genus había comenzado a tocar la guitarra desde muy pequeño, pero inspirado por los discos de Larry Graham  se pasó al bajo a la edad de 13 años. Tras adquirir un modelo Precision y recogiendo la influencia de Jaco Pastorius y Stanley Clarke comienza a tocar con distintos músicos locales, entre los que se encontraban los hermanos Wooten.  Tras graduarse en la High School en 1983 ingresa en la Virginia Commonwealth University, en Richmond, donde recibe clases de Ellis Marsalis (quien terminaría apadrinándolo) y estudia contrabajo, pues la institución no ofertaba clases de bajo eléctrico. James pasa parte de ese tiempo tocando con los bajistas Victor Wooten, Oteil Burbridge, o Keith Horne, así como los baterías Carter Beauford, Billy Drummond, y Clarence Penn. Tras su graduación en 1987 se traslada a Nueva York, donde no tarda en establecerse como un reputado y solicitadísmo bajista y contrabajista de sesión.
Actualmente, forma parte, entre otros muchos proyectos, de la prestigiosa banda del programa norteamericano Saturday Night Live

## Valoración
Con una impresionante discografía como músico de sesión que abarca estilos tandiversos como el hip hop o el jazz más auténtico, James Genus está entre los doublers (músicos que dominan por igual tanto el bajo eléctrico como el contrabajo) más solicitados del mundo. Dotado de una enorme versatilidad y musicalidad en ambos instrumentos, Genus se mueve con soltura en todos los campos, y destaca tanto como un consumado acompañante como el brillante solista que es.

## Colaboraciones
Entre los muchos artistas que han contado con la colaboración de Genus en grabaciones y giras podemos citar a Out of the Blue (1988-89), Horace Silver (1989), Roy Haynes y Don Pullen (1989-91), Nat Adderley (1990), Greg Osby and New York Voices (1990-91), Jon Faddis (1991), T.S. Monk (1991), Benny Golson (1991), Dave Kikoski (1991), Bob Berg (1991-96), Geoff Keeze (1992), Lee Konitz (1992), Michael Brecker y The Brecker Brothers (1992-96), Bob James (desde 1994), Michel Camilo (since 1995), Elysian Fields (since 1995), Branford Marsalis (1996), Chick Corea (1996), Dave Douglas (1996), Uri Caine (1997), Global Theory (1997), Bill Evans (saxofonista) (2005), Herbie Hancock (2008) o Daft Punk (2013), además de Horace Silver, Branford Marsalis, David Sanborn, Bob Berg, o Steps Ahead.